# 헤멀헴프스테드

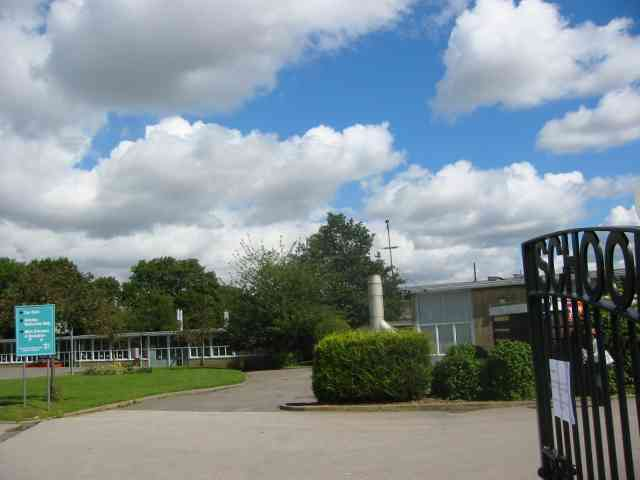
헤멀헴프스테드

헤멀헴프스테드(Hemel Hempstead)는 잉글랜드 하트퍼드셔주의 도시로, 인구는 81,143명이다.